# Kristiansund BK
Der Kristiansund Ballklubb, kurz KBK, ist ein norwegischer Fußballverein aus der Stadt Kristiansund im Verwaltungsbezirk (Fylke) Møre og Romsdal. Der Verein wurde erst am 2. September 2003 nach einer finanziell unterstützten Initiative der lokalen Bank SpareBank 1 Nordvest gegründet. Nach der Saison 2003 übernahm der neue Verein die Spiellizenzen und die Kader der ersten Mannschaften der zwei Traditionsvereine Clausenengen Fotballklubb und Kristiansund Fotballklubb. Ab 2004 nahm KBK den Spielbetrieb auf, zunächst in der vierthöchsten Spielklasse. Nach der Saison 2016 stieg KBK in die höchste norwegische Liga, die Eliteserie, auf.

## Geschichte und Hintergrund
In Kristiansund gab es bis zur Gründung des Kristiansund BK mehrere ebenbürtige Vereine. Clausenengen Fotballklubb, Kristiansund Fotballklubb, Dahle Idrettslag und Frei Fotballklubb waren alles Fußballmannschaften, die über die Jahre in der viert-, dritt- und ab und an in der zweithöchsten Liga spielten. Der Clausenengen FK spielte dreimal um die norwegische Meisterschaft als die noch mit mehreren regionalen Gruppen gespielt wurde. Der Kristiansund FK spielte in einer Saison erstklassig, als noch zwei Gruppen die Finalteilnehmer der Meisterschaft ermittelten. Obwohl die Stadt viele Talente hervorbrachte, zum Beispiel Ole Gunnar Solskjær, Øyvind Leonhardsen oder Trond Andersen, wechselten diese schnell zu den umliegenden Vereinen, die in höheren Ligen spielten. Nur 80 Kilometer südlich liegt Molde mit der Spitzenmannschaft Molde FK, 150 Kilometer entfernt ist Ålesund mit dem Erstligaverein Aalesunds FK und auch Trondheim mit dem Rekordmeister Rosenborg ist nur 200 Kilometer entfernt.
Mehrfach wurden Initiativen ergriffen, um die Ressourcen des Fußballs in Kristiansund zu bündeln. Diese scheiterten aber regelmäßig am Widerstand der Vereine, die ihre Identität nicht aufgeben wollten. 2003 gelang der lokalen Sparkasse SpareBank 1 Nordvest die Wende. Die Bank bot dem Fußball in Kristiansund über drei Jahre einen Betrag von 2.250.000 norwegischen Kronen (etwa 250.000 EUR) an, stellte aber als Bedingung, dass die derzeit besten Vereine der Stadt, Clausenengen Fotballklubb und Kristiansund Fotballklubb kooperierten. Diese Aussicht brachte beide Vereine dazu, ihre Vorbehalte aufzugeben und ihre Kader und Spiellizenzen zur Verfügung zu stellen. Am 2. September 2003 wurde der neue Verein Kristiansund Ballklubb gegründet, und am Ende der Saison übertrug der damalige Drittligist (2. Divisjon) Clausenengen FK seine Lizenz dem neuen Verein. Kristiansund FK, der eine Liga darunter spielte, übertrug seine Lizenz an die zweite Mannschaft des neuen Vereins. Leider stieg Clausenengen am Ende der Saison ab und Kristiansund BK musste eine Liga niedriger als geplant starten. Weil die erste und zweite Mannschaft nicht in der gleichen Liga spielen dürfen, wurde auch die zweite Mannschaft eine Liga nach unten, in die fünfte Liga, versetzt, obwohl der Kristiansund FK eigentlich die Klasse gehalten hatte.
Die Gründung von Kristiansund Ballklubb bedeutete keineswegs das Ende der Clausenengen und Kristiansund Fotballklubbs. Beide Vereine spielen weiter mit den Lizenzen und dem Kader der jeweiligen zweiten Mannschaften. 2016 spielte Clausenengen in der 5. Divisjon (6. Liga). Kristiansund Fotballklubb spielte 2016 sogar in der 3. Divisjon (4. Liga), der Liga in der die Mannschaft vor Gründung des neuen Vereins spielte.
Unter Trainer Geir Bakke stieg der Klub Ende 2012 erstmals in die Zweitklassigkeit auf und hielt dort in der Spielzeit 2013 die Klasse. Bakke wechselte anschließend in den Trainerstab des Erstligisten Molde FK und der bisherige Assistent Christian Michelsen rückte als neuer Cheftrainer auf. Unter diesem spielte der Klub um den Erstligaaufstieg, der zunächst in den Aufstiegs-Play-Offs gegen Bærum SK respektive FK Jerv jeweils verpasst wurde. Als Meister der Spielzeit 2016 vor Vorjahresabsteiger Sandefjord Fotball schaffte die Mannschaft den Sprung in die höchste Spielklasse. Dort etablierte sie sich direkt in der oberen Tabellenhälfte und spielte um die Teilnahme am Europapokal, die sie als Tabellenfünfter in den Spielzeiten 2018 und 2020 jeweils nur knapp verpasste. Nach dem Abstieg als Tabellenvorletzter der Spielzeiten 2022 schaffte der Klub in der Zweitliga-Saison 2023 über die Aufstiegsspiele den direkten Wiederaufstieg. Dabei war im Saisonverlauf Michelsen auf der Trainerbank durch Amund Skiri ersetzt worden.

## Ehemalige Spieler
- Kris Bright (2007–2008)

## Platzierungen
| Saison | Liga                       | Platz | sonstiges |
| ------ | -------------------------- | ----- | --------- |
| 2004   | 3. Division 18             | 2     |           |
| 2005   | 3. Division 18 - BFH-Serie | 1     |           |
| 2006   | 2. Division 2              | 7     |           |
| 2007   | 2. Division 2              | 5     |           |
| 2008   | 2. Division 2              | 4     |           |
| 2009   | 2. Division 2              | 3     |           |
| 2010   | Fair-Play-Liga 2           | 2     |           |
| 2011   | Fair-Play-Liga 2           | 2     |           |
| 2012   | Oddsen-Liga 2              | 1     |           |
| 2013   | Adeccoliga                 | 9     |           |
| 2014   | 1. Division                | 4     |           |
| 2015   | OBOS-Liga                  | 3     |           |
| 2016   | OBOS-Liga                  | 1     |           |
| 2017   | Eliteserie                 | 7     |           |
| 2018   | Eliteserie                 | 5     |           |
| 2019   | Eliteserie                 | 6     |           |
| 2020   | Eliteserie                 | 5     |           |
| 2021   | Eliteserie                 | 6     |           |
| 2022   | Eliteserie                 | 15    |           |
| 2023   | OBOS-Liga                  | 4     | Aufstieg  |

| Saison | Liga       | Platz | sonstiges |
| ------ | ---------- | ----- | --------- |
| 2024   | Eliteserie | 11    |           |
| 2025   | Eliteserie |       |           |

| Spielklasse |
| ----------- |
| 1.          |
| 2.          |
| 3.          |
| 4.          |
| 5.          |
| 6.          |